# Tir als Jocs Olímpics d'estiu de 1920 - Rifle militar, 600 metres
La competició de rifle militar, 600 metres va ser una de les vint-i-una proves del programa de Tir dels Jocs Olímpics d'Anvers de 1920. Es disputà el 29 i 30 de juliol de 1920 i hi van prendre part 18 tiradors procedents de 6 nacions diferents.

## Medallistes
| Or                   | Plata                  | Bronze              |
| Hugo Johansson (SWE) | Mauritz Eriksson (SWE) | Lloyd Spooner (USA) |

## Resultats
La puntuació màxima possible era 60 punts.
| Pos. | Tirador                    | Punts | Desempat |
| ---- | -------------------------- | ----- | -------- |
| 1    | Hugo Johansson (SWE)       | 59    | 58       |
| 2    | Mauritz Eriksson (SWE)     | 59    | 56 + 6   |
| 3    | Lloyd Spooner (USA)        | 59    | 56 + 5   |
| 4    | Ioannis Theofilakis (GRE)  | 59    | 55       |
| 5    | Olaf Sletten (NOR)         | 58    |          |
| 5    | Erik Blomqvist (SWE)       | 58    |          |
| 5    | Joseph Jackson (USA)       | 58    |          |
| 8    | Povl Gerlow (DEN)          | 57    |          |
| 8    | Erik Ohlsson (SWE)         | 57    |          |
| 8    | Joseph Lawless (USA)       | 57    |          |
| -    | Karl Magnus Wegelius (FIN) | 56    |          |
| -    | Otto Wegener (DEN)         | 56    |          |
| -    | Willis A. Lee (USA)        | 56    |          |
| -    | Lars Jørgen Madsen (DEN)   | 55    |          |
| -    | Niels Larsen (DEN)         | 55    |          |
| -    | Christen Møller (DEN)      | 55    |          |
| -    | Gustaf Adolf Jonsson (SWE) | 54    |          |
| -    | Elmer Lindroth (USA)       | 54    |          |